# Mỹ Chánh, Phù Mỹ
Mỹ Chánh là một xã thuộc huyện Phù Mỹ, tỉnh Bình Định, Việt Nam.

## Địa lý
Xã Mỹ Chánh nằm ở phía đông nam huyện Phù Mỹ, có vị trí địa lý:
- Phía đông giáp xã Mỹ Thành
- Phía tây giáp xã Mỹ Chánh Tây
- Phía nam giáp xã Mỹ Cát và xã Mỹ Tài
- Phía bắc giáp xã Mỹ Thọ.

Xã Mỹ Chánh có diện tích 22,50 km², dân số năm 2015 là 14.567 người, mật độ dân số đạt 647 người/km².

## Lịch sử
Sau năm 1975, Mỹ Chánh là một xã thuộc huyện Phù Mỹ.
Ngày 19 tháng 4 năm 2002, thành lập xã Mỹ Chánh Tây trên sơ sở 2.640 ha diện tích tự nhiên và 5.297 người của xã Mỹ Chánh.
Ngày 20 tháng 9 năm 2016, UBND tỉnh Bình Định ban hành Quyết định số 50/2016/QĐ-UBND (quyết định có hiệu lực từ ngày 1 tháng 10 năm 2016) về việc công nhận xã Mỹ Chánh là đô thị loại V.
Ngày 6 tháng 8 năm 2024, UBND tỉnh Bình Định ban hành Quyết định số 2812/QĐ-UBND về việc công nhận xã Mỹ Chánh là đô thị loại V.

## Hành chính
Xã Mỹ Chánh được chia thành 16 thôn: 
An Lương, An Hoan, An Hòa, An Xuyên 1, An Xuyên 2, An Xuyên 3, Chánh An, Chánh Thiện, Công Trung, Đông An, Hiệp An, Lương Thái, Lương Trung, Thái An, Thượng An, Trung Xuân.